# Ḩeşār-e Soporghān
Ḩeşār-e Soporghān (persiska: حصار سپرغان, حِصارِ سُپورغان, Ḩeşār-e Sopūrghān) är en ort i Iran.   Den ligger i provinsen Västazarbaijan, i den nordvästra delen av landet, 600 km väster om huvudstaden Teheran. Ḩeşār-e Soporghān ligger 1 279 meter över havet och antalet invånare är 141.
Terrängen runt Ḩeşār-e Soporghān är platt.Runt Ḩeşār-e Soporghān är det ganska tätbefolkat, med 185 invånare per kvadratkilometer. Närmaste större samhälle är Nūshīn Shar, 12,6 km väster om Ḩeşār-e Soporghān. Trakten runt Ḩeşār-e Soporghān består till största delen av jordbruksmark.